# Orville Redenbacher
Orville Redenbacher, né le 16 juillet 1907 et mort le 19 septembre 1995, est un homme d'affaires américain. Son nom et son image sont associés à la marque de pop-corn américaine homonyme, Orville Redenbacher's, qu'il a fondée en 1969.

## Biographie
Orville Redenbacher est né à Brazil, dans l'État de l'Indiana. Il est issu d'une famille d'agriculteurs, son père cultivant le maïs.